# South Quay Footbridge
Il South Quay Footbridge è un ponte pedonale strallato che attraversa il canale South Dock. 
Completato nel maggio 1997 e progettato da Wilkinson Eyre, il ponte ha vinto il premio AIA for Exellence in Design 1997, conferito dall'American Institute of Architects.